# نکبت (فلسطین)

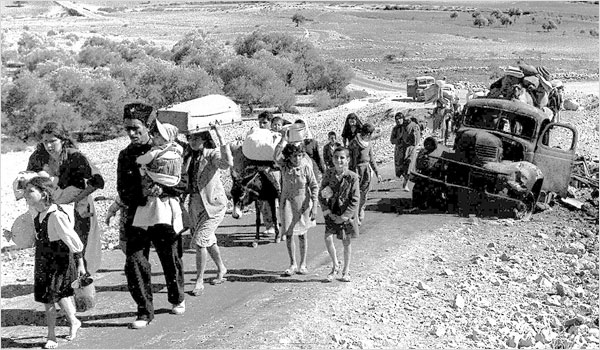
مهاجران فلسطینی‌ها در سال ۱۹۴۸

نکبت (عربی: النکبة، ت. «فاجعه») آواره‌کردن و سلب مالکیت خشونت‌بار فلسطینیان و نابود کردن جامعه، فرهنگ، هویت، حقوق سیاسی و آمال ملی آنها است. این لفظ در وصف وقایع سال ۱۹۴۸، و همچنین اشغال در جریانِ سرزمین‌های فلسطینی (کرانه باختری و نوار غزه) و آزار و آواره‌سازی فلسطینیان در سراسر این منطقه به کار رفته‌است. کنستانتین زُرِیق، تاریخ‌دان سوری، نخستین‌بار واژهٔ عربی «نکبه» (نکبت) را در کتابش به‌نام معنا النکبه در ۱۹۴۸ (۱۳۲۷ خورشیدی) در اشاره به جابه‌جایی اجباری فلسطینی‌ها از سرزمین‌ها و خانه‌های‌شان به‌دست دولت نوبنیاد اسرائیل به‌کار برد.
وقایع بنیادین نکبت در جریان جنگ ۱۹۴۹–۱۹۴۷ فلسطین و اسرائیل و کوتاهی پس از آن رخ داد، از جمله اعلام شدن ۷۸٪ از قیمومت بریتانیا بر فلسطین به عنوان اسرائیل، اخراج و فرار هفتصد هزار فلسطینی، خالی از سکنه و نابود کردن بیش از ۵۰۰ روستای فلسطینی در ارتباط با آن توسط شبه‌نظامیان صهیونیست و پس از آن ارتش اسرائیل و متعاقب آن پاک کردن نام‌های جغرافیایی فلسطینی، انکار حق بازگشت فلسطینیان، ایجاد مسئله دائمی پناهندگان فلسطینی، و "تکه تکه کردن جامعه فلسطین".
دانشورانی چون ایلان پاپه نکبت را یک پاک‌سازی قومی دانسته‌اند، اما دیگرانی چون بنی موریس در این توصیف مناقشه وارد کرده‌اند. روایت ملی فلسطینیان نکبت را یک ترومای دسته جمعی می‌بیند که هویت ملی و آمال سیاسی آنان را تعریف می‌کند، در حالی که روایت ملی اسرائیلی‌ها آن را رد می‌کند و آن را به عنوان جنگی برای استقلال خود می‌بیند که آمال یهودیان برای دولت داشتن و اقتدار ملی را به ثمر رساند. فلسطینیان ۱۵ مه را روز نکبت می‌دانند، که یک روز پس از روز استقلال اسرائیل است.
طبق اعلام خبرگزاری سازمان ملل، روز نکبت، «روز آوارگی دسته جمعی فلسطینی‌ها از سرزمینی بود که قرار بود به اسرائیل تبدیل شود»، و موجب شد «۷۰۰ هزار نفر فلسطینی تقریباً یک شبه به پناهنده تبدیل شوند». شمار پناهندگان بسته به منبع مورد اختلاف است. اصطلاح نکبت برای اولین بار توسط مورخ سوریه‌ای کنستانتین زریق در کتاب سال ۱۹۴۸ خود با عنوان «معنی نکبت» استعمال شد.
تعداد دقیق پناهندگان، که بسیاری از آنها در اردوگاه‌های پناهندگان در کشورهای همسایه ساکن شده‌اند، محل اختلاف است اما حدود ۸۰ درصد از ساکنان عرب اسرائیل آنجا را ترک کرده‌اند یا از خانه‌های خود اخراج شدند. حدود ۲۵۰٬۰۰۰–۳۰۰٬۰۰۰ فلسطینی قبل از اعلامیه استقلال اسرائیل در ماه مه ۱۹۴۸ فرار کردند یا اخراج شدند، واقعیتی که به عنوان بهانه جنگی برای ورود اتحادیه عرب به این کشور نامیده شد و باعث ایجاد جنگ اعراب و اسرائیل در سال ۱۹۴۸ شد.
دلایل این خروج دسته جمعی موضوع اختلاف نظر اساسی میان اعراب و اسرائیلی‌ها تا به امروز می‌باشد. برخی مورخان مهاجرت دسته‌جمعی فلسطینی‌ها را مهاجرت اجباری یا پاکسازی قومی توصیف می‌کنند در حالی که برخی آن را جهت فرار از مخاطرات جنگ و تحت تأثیر استراتژی جنگ‌های مسلحانه‌ای بود که در اطرافشان به وقوع می‌پیوست.
بعداً، مجموعه‌ای از قوانین که توسط دولت اول اسرائیل تصویب شد، مانع بازگشت اعراب هجرت کرده به خانه‌های خود یا ادعای مالکیت خود شد. آنها و بسیاری از فرزندانشان پناهنده می‌مانند.

## تاریخچه
تاریخ مهاجرت فلسطین با حوادث جنگ در فلسطین که از سال ۱۹۴۷ تا ۱۹۴۹ به طول انجامید و با وقایع سیاسی قبل از آن گره خورده‌است. در سپتامبر ۱۹۴۹، کمیسیون سازش سازمان ملل برای فلسطین ۷۱۱۰۰۰ پناهنده فلسطینی را در خارج از اسرائیل تخمین زد. تخمین زده می‌شود که حدود یک چهارم ۱۶۰٬۰۰۰ عرب فلسطینی به عنوان «پناهنده داخلی» در اسرائیل باقی ماندند.

### دسامبر ۱۹۴۷ تا مارس ۱۹۴۸
در چند ماه اول جنگ داخلی، اوضاع در حکم فلسطین ناپایدار بود، اگرچه در طول این دوره هم رهبران عرب و هم یهودیان سعی در محدود کردن خصومت‌ها داشتند. طبق گفته مونیخ بنی موریس، این دوره مشخص شده توسط حملات عرب فلسطین و دفاع یهود بود که به‌طور فزاینده‌ای توسط انتقام جویان یهودی متوقف می‌شود. عملیات انتقام جویی یهودیان علیه روستاها و محله‌هایی بود که اعتقاد بر این بود که حمله به یهودیان از آنجا آغاز شده‌است.: 76 

### آوریل تا ژوئن ۱۹۴۸
تا اول ماه مه ۱۹۴۸، دو هفته قبل از اعلامیه استقلال اسرائیل، تقریباً ۱۷۵۰۰۰ فلسطینی (تقریباً ۲۵٪) قبلاً فرار کرده بودند.
نبردها در این ماه‌ها در منطقه اورشلیم - تل آویو متمرکز بود، در ۹ آوریل، قتل‌عام دیر یاسین و شایعات متعاقب آن باعث ترس و وحشت در بین فلسطینیان شد. بعد، هاگانا شبه نظامیان محلی را در طبریه شکست داد. در تاریخ ۲۱ تا ۲۲ آوریل در حیفا، پس از اینکه هاگانا نبرد یک روز و نیم از جمله جنگ روانی را آغاز کرد، کمیته ملی یهود نتوانست به شورای فلسطین اطمینان دهد که یک تسلیم بدون قید و شرط بدون هیچ حادثه‌ای پیش خواهد رفت. سرانجام، ایرگون زیر نظر مناخیم بگین با شلیک خمپاره به زیر ساختهای موجود در یافا پرداخت. همراه با ترس الهام گرفته از دیر یاسین، هر یک از این اقدامات نظامی منجر به ترس و وحشت فلسطینیان می‌شود.
اهمیت حملات گروه‌های نظامی زیرزمینی ایرگون و لهی به دیر یاسین توسط حساب‌های همه طرف‌ها مشخص شده‌است. Meron Benvenisti دیر یاسین را «نقطه عطفی در سالنامه تخریب منظره عرب» می‌داند.

### حیفا
فلسطینی‌ها در یکی از برجسته‌ترین پروازهای این مرحله به‌طور دسته جمعی از شهر حیفا گریختند. مورخ Efraim Karsh می‌نویسد که نه تنها نیمی از جامعه عرب در جامعه حیفا قبل از پیوستن به نبرد نهایی در اواخر آوریل ۱۹۴۸ از شهر فرار کردند، بلکه ۵۰۰۰–۱۵۰۰۰ نفر دیگر به‌طور داوطلبانه در طول جنگ ترک کردند در حالی که بقیه، حدود ۱۵۰۰۰–۲۵۰۰۰، طبق دستور کمیته عالی اعراب، همان‌طور که ابتدا یک منبع اسرائیلی ادعا کرده بود، آنها را ترک کردند

## یادبود روز نکبت در سازمان ملل
سازمان ملل برای اولین بار در تاریخ خود، در روز ۱۵ مه ۲۰۲۳ (مقارن با ۲۵ اردیبهشت ۱۴۰۲) مراسم یادبودی برای روز نکبت برگزار کرد.
در این مراسم سطح بالای سیاسی، سران کشورهای عضو سازمان ملل و نیز محمود عباس، رئیس‌جمهور تشکیلات خودگردان فلسطین، حضور داشتند. محمود عباس در سخنرانی خود اظهار کرد «یاد نکبت باقی خواهد ماند. این موضوع به مردم ما برای پایان دادن به اشغال انگیزه خواهد داد. اشغال پایان خواهد یافت. حق فلسطین دیر یا زود به کرسی خواهد نشست تا صلح در منطقه ما و جهان حاکم شود». وی همچنین از سازمان ملل خواست تا حقوق مردم فلسطین را احیا کند و ۱۵ مه را به عنوان روز جهانی بزرگداشت مصیبت آنها تعیین نماید. وی تأکید کرد «این تراژدی زخمی بر پیکر بشریت است».
رزمری دی‌کارلو، معاون دبیرکل سازمان ملل در امور سیاسی و صلح، نیز در سخنانی اظهار کرد: «آوارگی دسته جمعی در سال ۱۹۴۸ برای فلسطینیان در سراسر جهان اهمیت دارد». وی با توجه به چشم‌انداز گسترش شهرک‌سازی‌های اسرائیل در اراضی اشغالی، خشونت‌های اخیر و نقض حقوق فلسطینیان توسط اسرائیل، نگرانی عمیق خود را در مورد تضعیف چشم‌انداز آغاز روند صلح در مسیر ایجاد راه حل دو دولتی ابراز نمود.
این مراسم با پخش قطعاتی از فیلم و اجرای ترانه‌های فلسطینی، از جمله توسط سنا موسی، نیز همراه بود.

## نگارخانه

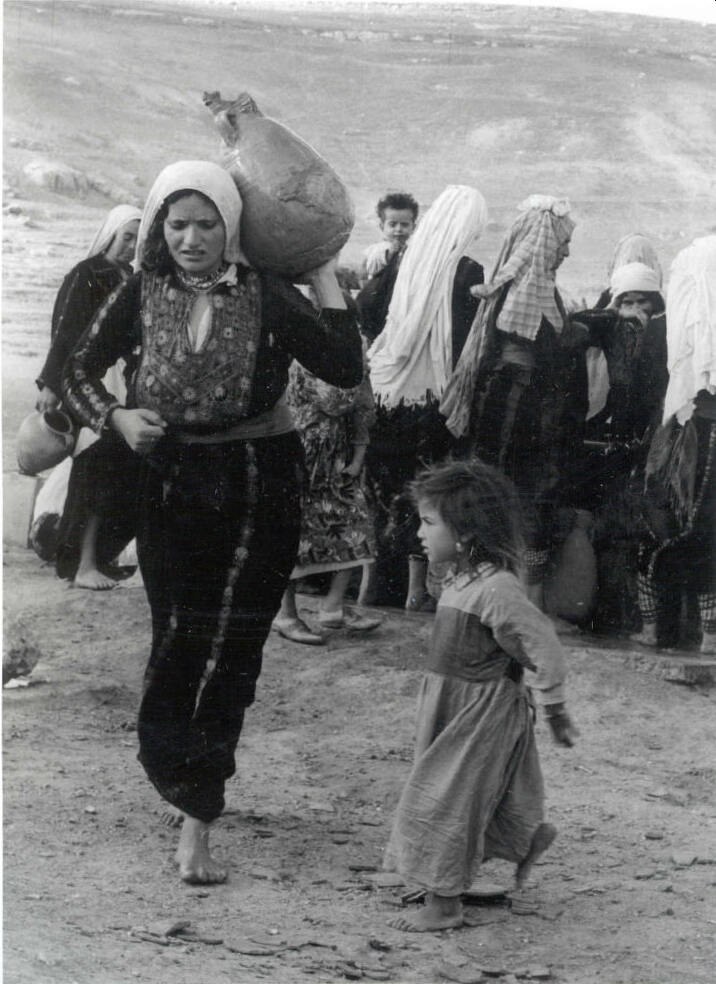
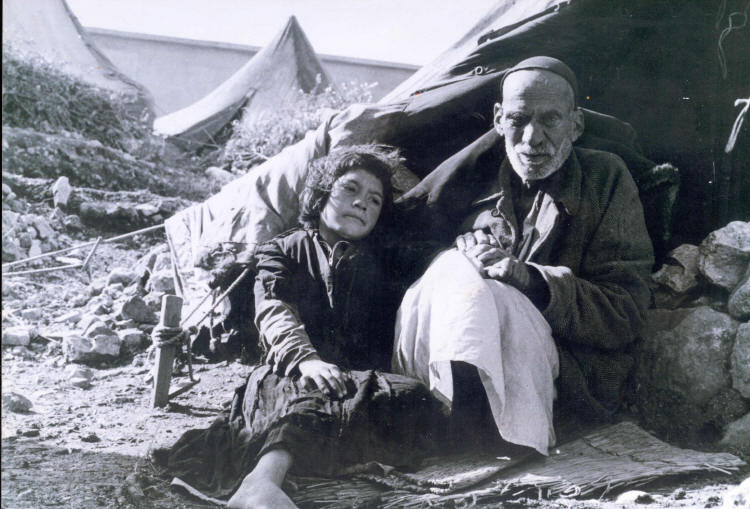
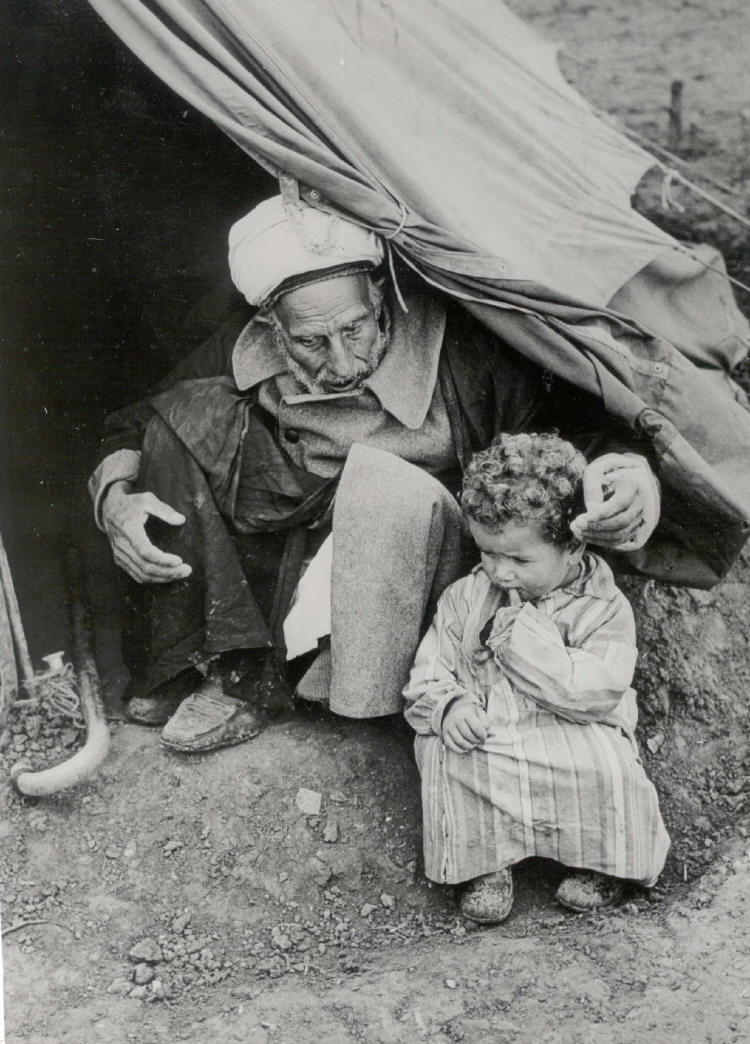